# تپه خرمن جا سردره
تپه خرمن جا سردره مربوط به دوره ساسانیان - سدهٔ ۵ تا ۶ ه.ق است و در شهرستان بروجرد، بخش مرکزی، دهستان دره صیدی، ۶۰ متری غرب روستای سر دره سرینجه واقع شده و این اثر در تاریخ ۲۸ اسفند ۱۳۸۵ با شمارهٔ ثبت ۱۸۳۶۷ به‌عنوان یکی از آثار ملی ایران به ثبت رسیده است.